# 투청쯔 만족 조선족 향
투청쯔 만족 조선족 향(중국어: 土城子满族朝鲜族乡, 중국조선어: 토성자만족조선족향)은 중화인민공화국 지린성 지린시 창이구 관할에 속하는 조선족과 만주족 민족향이다.